# عاقل محمدوف (بازیکن فوتبال، زاده ۱۹۸۹ میلادی)
عاقل محمدوف (انگلیسی: Agil Mammadov؛ زادهٔ ۱ مهٔ ۱۹۸۹) بازیکن فوتبال اهل جمهوری آذربایجان است.
از باشگاه‌هایی که در آن بازی کرده‌است می‌توان به باشگاه فوتبال باکو و باشگاه فوتبال نفتچی باکو اشاره کرد.
وی همچنین در تیم‌های ملی فوتبال زیر ۲۱ سال جمهوری آذربایجان و جمهوری آذربایجان بازی کرده‌است.